# Czarne (gromada w powiecie lipnowskim)
Czarne – dawna gromada, czyli najmniejsza jednostka podziału terytorialnego Polskiej Rzeczypospolitej Ludowej w latach 1954–1972.
Gromady, z gromadzkimi radami narodowymi (GRN) jako organami władzy najniższego stopnia na wsi, funkcjonowały od reformy reorganizującej administrację wiejską przeprowadzonej jesienią 1954 do momentu ich zniesienia z dniem 1 stycznia 1973, tym samym wypierając organizację gminną w latach 1954–1972.
Gromadę Czarne z siedzibą GRN w Czarnem utworzono – jako jedną z 8759 gromad na obszarze Polski – w powiecie lipnowskim w woj. bydgoskim, na mocy uchwały nr 24/8 WRN w Bydgoszczy z dnia 5 października 1954. W skład jednostki weszły obszary dotychczasowych gromad Czarnem, Czarne Rumunki, Suradówek, Piaseczno i Orłowo oraz miejscowość Glewo z dotychczasowej gromady Rumunki Głodowo ze zniesionej gminy Czarne w tymże powiecie. Dla gromady ustalono 23 członków gromadzkiej rady narodowej.
31 grudnia 1961 do gromady Czarne włączono wsie Huta Głodowska i Tomaszewo ze zniesionej gromady Głodowo oraz wieś Suszewo z gromady Radomice w tymże powiecie.
Gromadę zniesiono 1 stycznia 1969, a jej obszar włączono do gromad Wielgie (sołectwa Suradówek, Orłowo, Piaseczno, Czarne, Rumunki Czarne i Suszewo), Radomice (sołectwo Tomaszewo) i Karnkowo (sołectwo Huta Głodowo) w tymże powiecie.